# Yang Hu

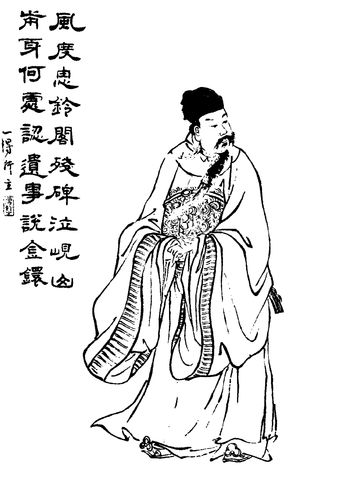
Yang Hu als afgebeeld in de Wu Shuang Pu (無雙譜, Boek van weergaloze helden) door Jin Guliang

 Yang Hu  (Chinees: 羊祜) (221 - 278), koosnaam Shuzi, was een militair generaal, regeringsfunctionaris en geleerde die leefde tijdens de Jin-dynastie (265-420) in China.  Zijn pleidooi voor plannen om de rivaliserende staat Oost-Wu te veroveren haalde Keizer Wu uiteindelijk over om ze uit te voeren, maar hij heeft de uitvoering van de plannen niet meer mee mogen maken. Hij stond bekend om zijn nederigheid en vooruitziende blik. Chen Shou, die de Kroniek van de Drie Rijken schreef, beschreef hem als een man van gemiddelde lengte met fijne wenkbrauwen en een mooie baard. Yang Hu wordt afgebeeld in de Wu Shuang Pu door Jin Guliang.

## Familie
Yang Hu verloor zijn vader toen hij 11 was, hij werd opgevoed door zijn oom Yang Chen 羊耽. Toen hij volwassen werd, werd hij bekend om zijn intelligentie, kennis en fysieke schoonheid.  Zowel Yang Hu's grootvader Yang Xu 羊續 als vader Yang Dao 羊衜 waren legeradministrateurs, en zijn moeder was een dochter van de Han-dynastie historicus en musicus Cai Yong. Zijn zuster Yang Huiyu was de derde vrouw van Sima Shi, die later na zijn dood tot keizerin-weduwe werd vereerd, nadat Sima Yan in 266 de Jin dynastie vestigde als Keizer Wu.

## Leven
Hij diende als een lage ambtenaar tijdens het bewind van de Cao Wei keizers Cao Mao en Cao Huan. Gedurende het begin van Keizer Wu's bewind was Yang Hu gevorderd tot een van de belangrijkste ambtenaren. Yang Hu maakte zich sterk voor de verovering van de rivaliserende staat Oost-Wu. Keizer Wu, die hield van de strategieën die Yang Hu voorstelde, liet hem de leiding nemen over de westelijke grens met Oost Wu en stationeerde hem in Xiangyang. 
Tegen 277 was Yang Hu ziek geworden. Hoewel zijn veroveringsplannen al waren ingediend en geaccepteerd door Keizer Wu, waren ze nog niet klaar voor uitvoering. Hij stierf in 278.

## Monument
De inwoners van Xiangyang bouwden een monument voor Yang Hu op de berg Xian 峴山. Dit monument werd bekend als het "Monument van Tranen" 墮淚碑 omdat de bezoekers daar vaak moesten huilen. Na de verovering van Oost-Wu door de Jin dynastie in 280, liet Keizer Wu de overwinningsverklaring voorlezen bij Yang Hu's monument, en gaf zijn vrouw, Lady Xiahou, een landgoed cadeau als waardering voor zijn inzet.